# Konstantin Dejanović
Konstantin Dejanović (srbská cyrilice: Дејановић; fl. 1365–95) nebo také Konstantin Dragaš (Kostadin) byl srbský velmož, který v době rozpadu Srbské říše vládl rozsáhlé provincii ve východní Makedonii pod osmanskou svrchovaností. Po prohrané bitvě na řece Marici s Turky u Črnomenu roku 1371, ve které bylo pobito mnoho příslušníků srbské a řecké aristokracie, se stal i se svým bratrem Jovanem Dragaśem tureckým vazalem. Jeho dcera Helena Dragaś se v roce 1392 provdala za byzantského císaře Manuela II. Palaiologa a stala se tak první východořímskou císařovnou srbského původu.
Konstantin Dragaś padl v bitvě u Rovine 17. května 1395 na straně Osmanů proti valašskému panovníku Mirceovi Starému, který nad nimi zvítězil. Bitvy se zúčastnili také srbští velmožové a osmanští vazalové Stefan Lazarević a Marko Mrnjavčević. Konstantinův vnuk byl poslední východořímský císař Konstantin XI. Palaiologos, jenž ke svému jménu připojil v čest své matky přízvisko Dragaš.

## Život
Konstantin se narodil do rodiny despoty a sebastokratora Dejana, který měl v držení region Kumanovo za vlády srbského krále Štěpána Dušana (1331-1355). Konstantinova matka Teodora Nemanjić byla Dušanovou nevlastní sestrou. Jeho prarodiči z matčiny strany byli král Štěpán Dečanský (1321-1331) a královna Marie Palaiologina.

### Vláda
Kolem roku 1365 Dejanovićův starší bratr Jovan Dragaš držel Štip a Strumici. Jovan byl carem Štěpánem Urošem V. (před rokem 1373) povýšen na despotu, stejně jako car Dušan povýšil jejich otce Dejana na despotu. Osmanské prameny uvádějí, že v roce 1373 osmanské vojsko přinutilo "Saruyara" (Jovana Dragaše) v horní Strumě, aby uznal osmanské vazalství. Oba bratři Jovan a Konstantin měli vlastní polonezávislou vládu, ovládali široké území mezi řekami Vardar a Struma s městy Velžbad, Veles, Melnik, Pernik, Petrić, Strumica a Štip. Také razili mince ve stylu dynastie Nemanjićů. Po Jovanově smrti roku 1378 vládl Konstantin nad vším územím až do své smrti.

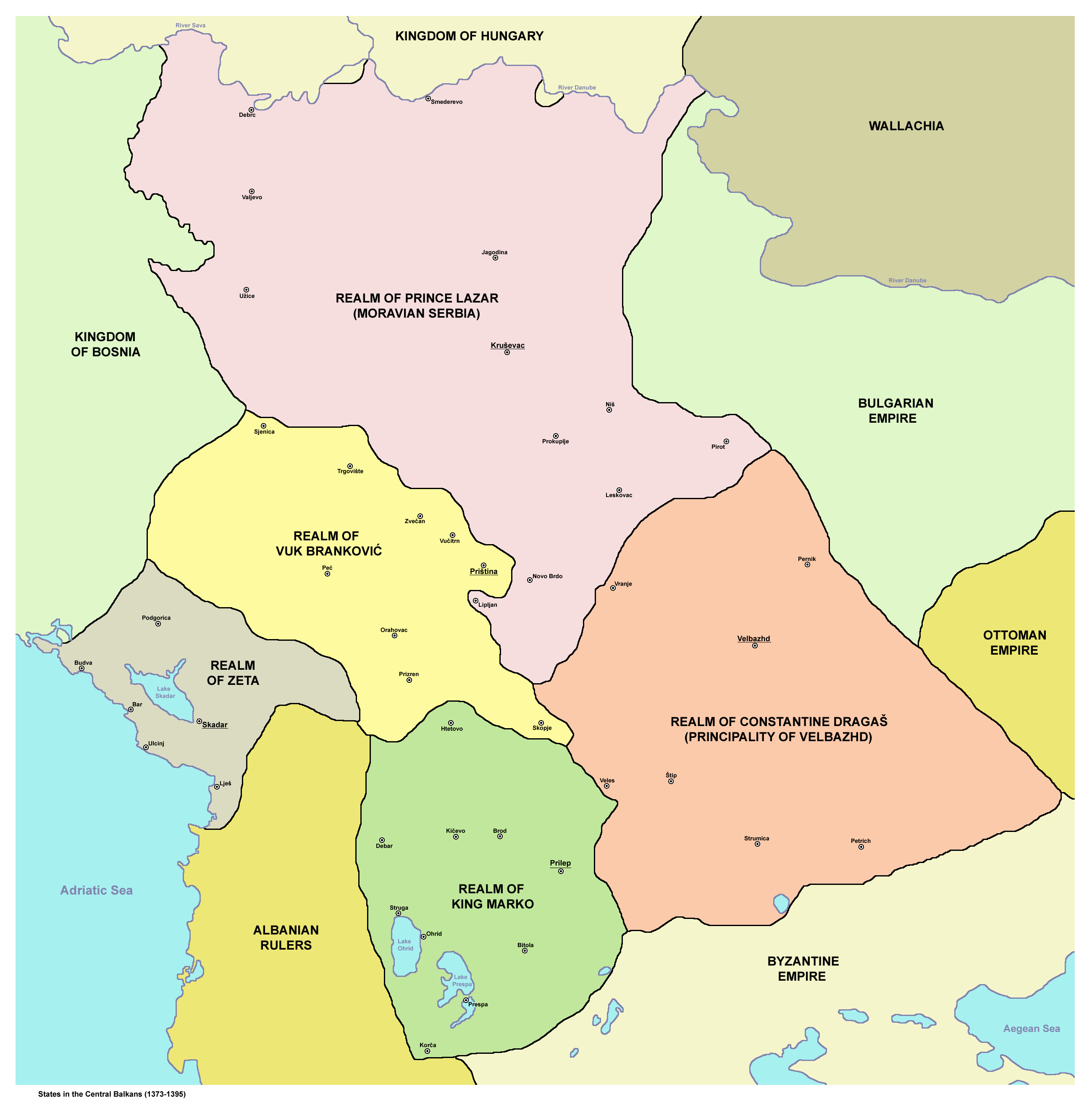
Centrální Balkán v letech 1373-1395

Rodina Dragašů štědře obdarovala několik klášterů na hoře Athos, mimo jiné kláštery Chilandar, Rosikon (svatého Pantaleimona) a Vatopédi. Kolem roku 1390 založil Konstantin Dejanović klášter Poganovo, který po jeho smrti dokončila dcera Helena, a který byl zasvěcen svatému Janu Bohoslovci.
Dne 10. února 1392 se Dejanovićova dcera Helena (Jelena) provdala za Manuela II.Palaiologa a následujícího dne je patriarcha korunoval císařem a císařovnou.

### Manželství
Konstantin Dejanović byl dvakrát ženatý, jeho první žena je často uváděna jako neznámá, avšak bulharský historik Ivan Božilov uvádí, že: Tamara, sestra cara Ivana Šišmana, je žena Konstantina Dragaśe, a matka jeho dcery Heleny, manželky císaře Manuela II. Palaiologa, a je matkou posledního císaře Konstantina XI. Dragaśe. Také Mihail-Dimitrij Sturdza ve svém Historickém a genealogickém slovníku velkých rodů Řecka, Albánie a Konstantinopole uvádí jako první ženu Konstantina Dragaśe Tamaru (Kera-Tamara), bulharskou šišmanovskou princeznu.

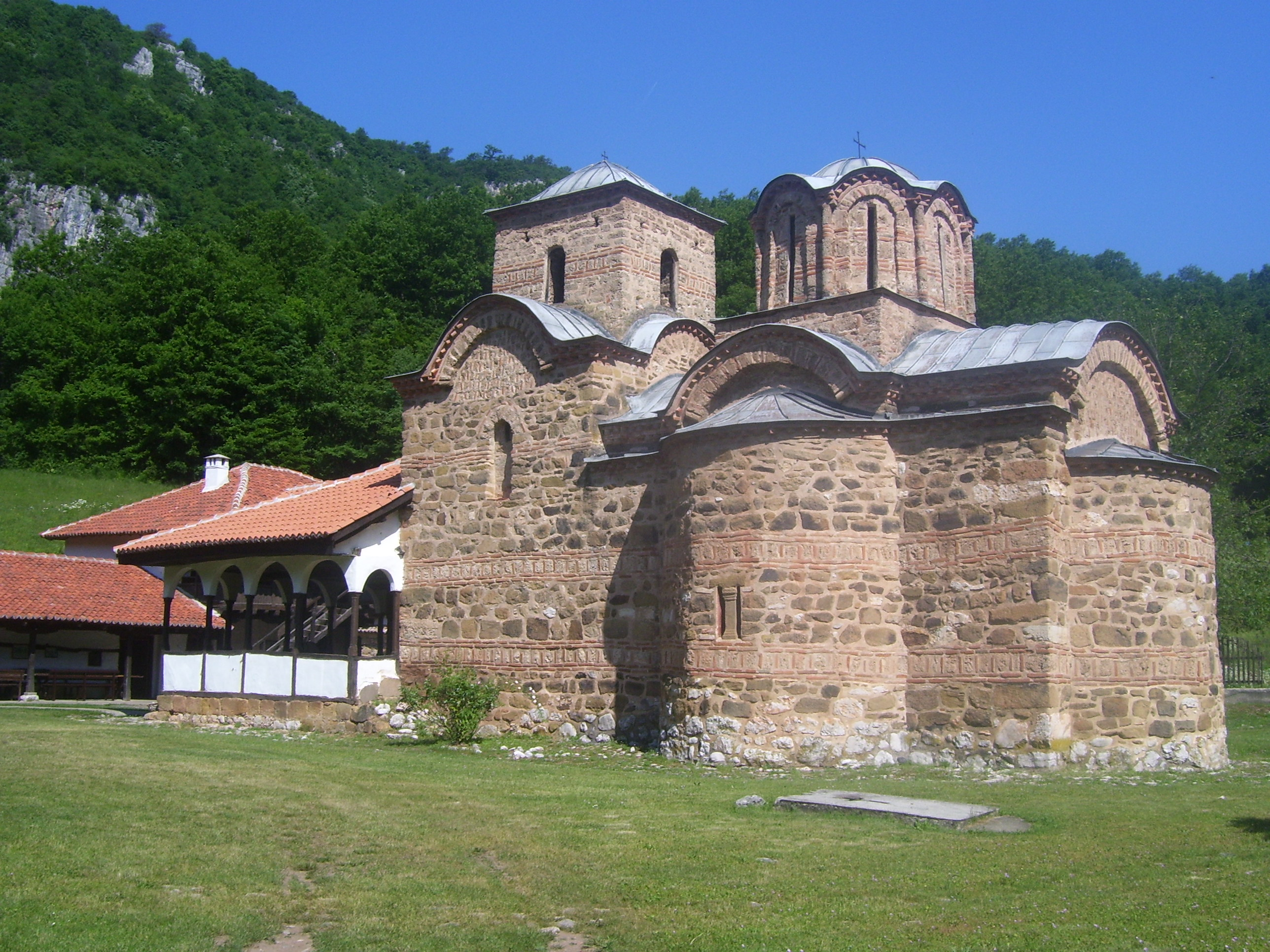
Monastýr Poganovo, na břehu řeky Jerma, Srbsko

Kera-Tamara je také vyobrazena spolu s Konstantinem Dejanovićem a svými sestrami v Tetraevangeliu cara Ivana Alexandra; kolem roku 1378 ji její bratr Ivan Šišman odeslal do sultánova harému v Burse na nátlak sultána Murada I. jako politický ústupek osmanskému rozpínání.
Druhou Konstantinovou ženou se stala Eudokie z Trabzonu, vdova po Tadjeddinu Pašovi, muslimském emírovi z Limnie.

### Odkaz
Dejanović je v srbské epické poezii uctíván jako beg Kostadin (v poezii získal titul beg, protože se stal osmanským vazalem). Turci po Kostadinovi přejmenovali jeho vládnoucí město Velžbad na Kjustendil.
Konstantin je obvykle líčen jako převážně záporná postava a slouží především jako kontrast k osobě Marka Kraljeviće (oba jsou často líčeni jako pokrevní bratři), aby se zdůraznil rozdíl mezi zdánlivě totožnými povahami jejich vztahů s Osmanskou říší, neboť oba byli jejími vazaly. Jejich motivy jsou však poněkud odlišné. Zatímco Marko je vykreslen jako ten, kdo přijímá osmanskou nadvládu v zájmu a pro blaho svého národa, Konstantin hledá způsob, jak si zachovat své postavení a privilegia, aniž by bral ohled na jakoukoli formu vyššího morálního kodexu.